# مليارات أرسين لوبين
مليارات أرسين لوبين، بالفرنسية Les Milliards d'Arsène Lupin، رواية بوليسية من تأليف موريس لوبلان ظهرت فيها شخصية أرسين لوبين، نشرت لأول مرة مجزأة على 29 جزءا بين 10 يناير/كانون الثاني و11 فبراير/شباط 1939 في جريدة L'Auto.
أعيد نشر الرواية مجمعة في كتاب واحد مباشرة بعد وفاة لوبلان في نوفمبر/تشرين الثاني 1941 من قبل دار النشر آشت مرفقة برسومات من إنجاز الرسام الفرنسي أندري بيكو، لكن هذه النسخة لم تشمل الجزء 23 الذي نشر بتاريخ 3 فبراير/شباط 1939 في جريدة L'Auto، وتم تدارك هذا الخطأ في النسخة الثانية من قبل دار النشر روبرت لافونت سنة 1987.

## ملخص الرواية
تصور الرواية جزءا من حياة باتريسيا، صحفية أمريكية تعمل لصالح جيمس ماك أليرمي الذي يملك جريدة تهتم بكل ما يتعلق بالجرائم. تتعرض باتريسيا في أحد الأيام لاعتداء من مجرم خطير يدعى "المتوحش" (بالإنجليزية The Rough)، لكن يتم إنقاذها من طرف رجل مجهول، وما يثير اهتمامها هو السؤال الذي وجهه المجرم "المتوحش" لذلك الرجل: هل أنت أرسين لوبين؟"
تقرر بارتيسيا التوجه إلى فرنسا، لمعرفة المزيد حول لوبين.
من جهة أخرى، تخطط عصابة مافيا للسطو على ثروة أرسين لوبين الطائلة التي جمعها على مر السنوات. يلتقي لوبين بباتريسيا، التي تشاركه هذه المغامرة، إلا أنه يكتشف فيما بعد أنه أخطأ بفعله هذا.

## روابط خارجية
- نص الرواية كاملا على ويكي مصدر.
- الرواية على شكل كتاب مسموع.